# Masgalos
Masgalos é uma aldeia situada na extinta freguesia de Couto de Cima, Município de Viseu, e no distrito de Viseu, atualmente integra a Freguesia de Coutos de Viseu, após a agregação das extintas freguesias de Couto de Baixo e Couto de Cima.
Hoje com cerca de 140 habitantes, e a 10 km da cidade de Viseu, é conhecida pela excelente qualidade e frescura da água que brota nos seus fontanários.
Os primeiros documentos encontrados sobre Masgalos remontam ao século IX, no qual terá existido um quartel militar e esta será talvez a aldeia mais antiga e mais documentada da atual freguesia de Coutos de Viseu.
A N.ª Sr.ª das Candeias é a padroeira de Masgalos e a sua homenagem realiza-se no dia 2 de fevereiro ou no domingo seguinte. Mas também o S. Bráz e o S. Domingos são homenageados desde tempos imemoriais naquele local. A capela atual, foi construída há cerca de dois séculos, após ter sido deliberado edificar uma capela de maior dimensão no mesmo local, uma vez que a anterior já não albergava toda a população. A primeira julga-se que teria hoje mais de quinhentos anos....